# Căpățânenii Pământeni, Argeș
Căpățânenii Pământeni este satul de reședință al comunei Arefu din județul Argeș, Muntenia, România.